# Liberation (Schriftart)
Liberation ist ein freies Schriftartenpaket, welches im Auftrag von Red Hat vom Unternehmen Ascender Corp. entwickelt wurde.
Alle Zeichen haben dieselben Höhen und Breiten wie die entsprechenden Zeichen der meisten verbreiteten proprietären Microsoft-Schriftarten Arial, Times New Roman und Courier New. Damit können die Liberation-Schriftarten als freier Ersatz für die Microsoft-Schriftarten eingesetzt werden, ohne dass sich am Umbruch bestehender Dokumente etwas ändert. Liberation stellt daher nur im weitesten Sinne eine Schriftsippe dar.
Die erste Veröffentlichung erfolgte am 9. Mai 2007 unter einer modifizierten GNU General Public License 2. Ab der Version 2.0, die am 18. Juli 2012 veröffentlicht wurde, stehen die Liberation-Schriftarten unter der SIL Open Font License.

## Schriftbild
Liberation bietet drei Schriftfamilien: Sans, Serif und Mono. Erstere weist metrische Identität zu Arial, die zweite zu Times New Roman und die dritte zu Courier New auf. Jede Schriftfamilie liegt in den vier Schnitten „normal“, „fett“, „kursiv“ und „fett kursiv“ vor. Wie die Namen andeuten, handelt es sich bei Serif um eine Antiqua, bei Sans um eine Grotesk und bei Mono um eine nichtproportionale Schriftart.
Alle Schriftarten von Liberation liegen im TrueType-Format vor, also als gewöhnliche .ttf-Dateien. Für Benutzer von Red Hat Enterprise Linux und Fedora ist sie auch als RPM-Paket verfügbar.

### Metrische Identität
Die metrische Identität mit den Microsoft-Schriftarten bedeutet nicht, dass sie optisch ununterscheidbar von diesen sind, lediglich die Höhe und Breite jeder Glyphe stimmt mit den Microsoft-Pendants überein. Dies führt dazu, dass ein Text, für welchen bspw. die Liberation Sans Verwendung findet, exakt die gleichen Zeilen- und Seitenumbrüche aufweist, als wäre die Schriftart Arial zum Einsatz gekommen.

### Unterschiede zwischen Liberation-Schriften und den Microsoft-Pendants

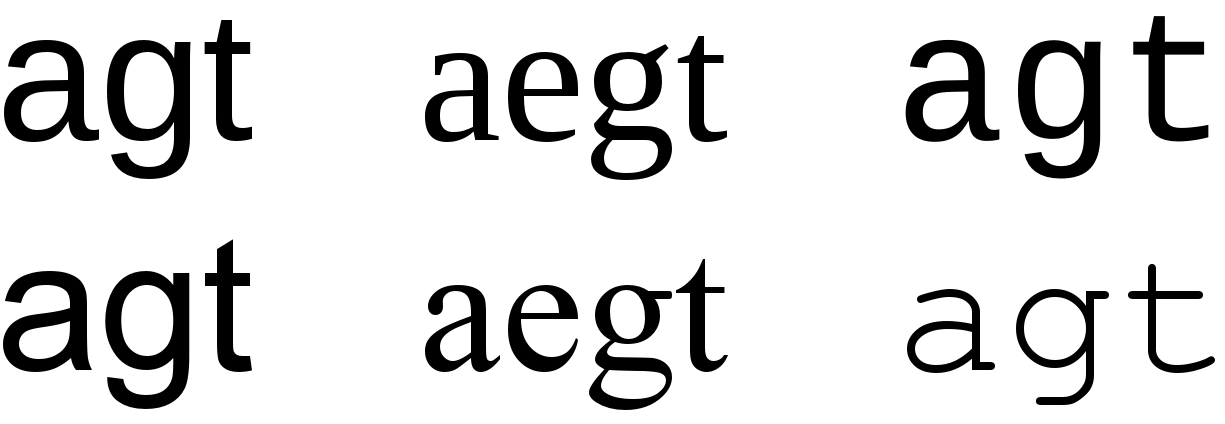
Obere Zeile: Liberations-Schrift, darunter das Microsoft-Pendant
von links nach rechts: Sans, Serif, Mono

#### Liberation Sans – Arial
Neben unterschiedlichen Strichenden und der deutlich anderen Grundform des kleinen „a“ fällt besonders auf, dass die Liberation Sans dünnere Überläufe von Rundungen in den Stamm hat. Trotz gleicher Stammbreite weist ein in der Liberation Sans gesetzter Text somit einen leicht helleren Grauwert auf als die Arial. Außerdem sind die ovalen Formen der Liberation Sans etwas „eckiger“ als die runderen der Arial.

#### Liberation Serif – Times New Roman
Liberation Serif und Times New Roman entstammen unterschiedlichen Familien. Die Liberation Serif zeichnet sich in erster Linie durch geradere Formen aus, während in der Times New Roman die Buchstaben deutlich „geschwungener“ aussehen. Insbesondere beim kleinen „e“ ist dieser Unterschied beim Lesen deutlich sichtbar.

#### Liberation Mono – Courier New
Hier liegen zwei vollkommen unterschiedliche und daher kaum vergleichbare Schriftfamilien vor. Die Liberation Mono wurde nicht in der Absicht gestaltet, ein Pendant zur dünnlinigen „Schreibmaschinenschrift“ Courier New zu bilden. Sie ist vielmehr deutlich sichtbar vom Sans-Schnitt abgeleitet, wobei die schmalen Buchstaben wie t oder i in der Dickte an die „normal“ breiten Glyphen angepasst wurden, um ein gleichmäßiges Schriftbild zu erzielen.

## Hintergrund
Die Microsoft-Schriftarten sind zwar weit verbreitet, stehen jedoch unter einer proprietären Lizenz, was dazu führt, dass sie nicht völlig frei weiterverbreitet und verwendet werden dürfen. So dürfen sie beispielsweise nicht mit Linux-basierten Systemen ausgeliefert werden.
Einige weit verbreitete Microsoft-Schriftarten können jedoch nachträglich als Microsoft Core Fonts auf Linux-Systemen installiert werden.
Da ein anderes Schriftbild zumindest einen psychologischen Umgewöhnungsprozess erfordert, griff Mark Webbink diese Problematik in einem Artikel im Linux-Magazin Anfang 2007 auf und schlug vor, Schriftarten zu entwickeln, welche metrische Identität mit den Microsoft-Schriften besitzen, sie jedoch unter eine freie Lizenz zu stellen.
Infolgedessen beauftragte Red Hat den kommerziellen Schriftartenentwickler Ascender Corp. mit der Entwicklung einer entsprechenden Schriftsippe mit dem Recht, diese unter einer freien Lizenz veröffentlichen zu dürfen. Der erste Teil dieser Entwicklung wurde Anfang Mai 2007 abgeschlossen und Liberation Sans, Serif und Mono wurden in einer ersten Version freigegeben.
Ihren Namen haben die mit Liberation beginnenden Schriftarten von dem englischen Wort liberation, was im Englischen Befreiung bedeutet.

## Lizenz und Alternative
Die Liberation-Schriftarten wurden unter einer erweiterten Version der GPL 2 veröffentlicht. Die wichtigste Erweiterung bezieht sich auf Dokumente, welche diese Schriftart verwenden. Diese Dokumente müssen nicht unter der GPL 2 veröffentlicht werden, sondern dürfen unter einer beliebigen Lizenz veröffentlicht werden. Weitere Änderungen betreffen die Entfernung der Verweise auf Red Hat und die Marke „Liberation“ im Falle einer Modifizierung und andere Bestimmungen, welche für den normalen Anwender jedoch irrelevant sind.
Die Verwendung von Liberation-Schriftarten schränkt erstellte Dokumente lizenzrechtlich in keiner Weise ein.
Die restriktiven Lizenz-Bestimmungen haben die Erweiterung und Weiterentwicklung der Version 1 der Liberation für mögliche Interessenten unattraktiv gemacht. In der Folge wurden seit der Einführung der Schriftart unter der GPL im Jahre 2007 auch kaum Erweiterungen und Veränderungen vorgenommen.
Google erwarb sich dann jedoch von Ascender die Rechte an einer Neuauflage der Schriftart unter der SIL Open Font License und verbreitet die Schrift seit 2013 unter dem Namen Chrome OS Fonts („Croscore“) Arimo (sans), Cousine (monospace) und Tinos (serif); zum Einsatz kommt dort die  Lizenz Apache 2.0. Die im Juli 2012 veröffentlichte Version 2.0 der Liberation Fonts basiert auf den Croscore Fonts. Diese Version umfasst bereits eine größere Schriftzeichenabdeckung und steht nun unter der SIL Open Font License.

## Verweise
- Bezugsquelle auf GitHub